# Оперсхаузен
Оперсхаузен (њем. Oppershausen) општина је у њемачкој савезној држави Тирингија. Једно је од 47 општинских средишта округа Унструт-Хајних. Према процјени из 2010. у општини је живјело 340 становника. Посједује регионалну шифру (AGS) 16064053.

## Географски и демографски подаци
Оперсхаузен се налази у савезној држави Тирингија у округу Унструт-Хајних. Општина се налази на надморској висини од 220 метара. Површина општине износи 8,6 km². У самом мјесту је, према процјени из 2010. године, живјело 340 становника. Просјечна густина становништва износи 40 становника/km².